# DJ exel. Pauly

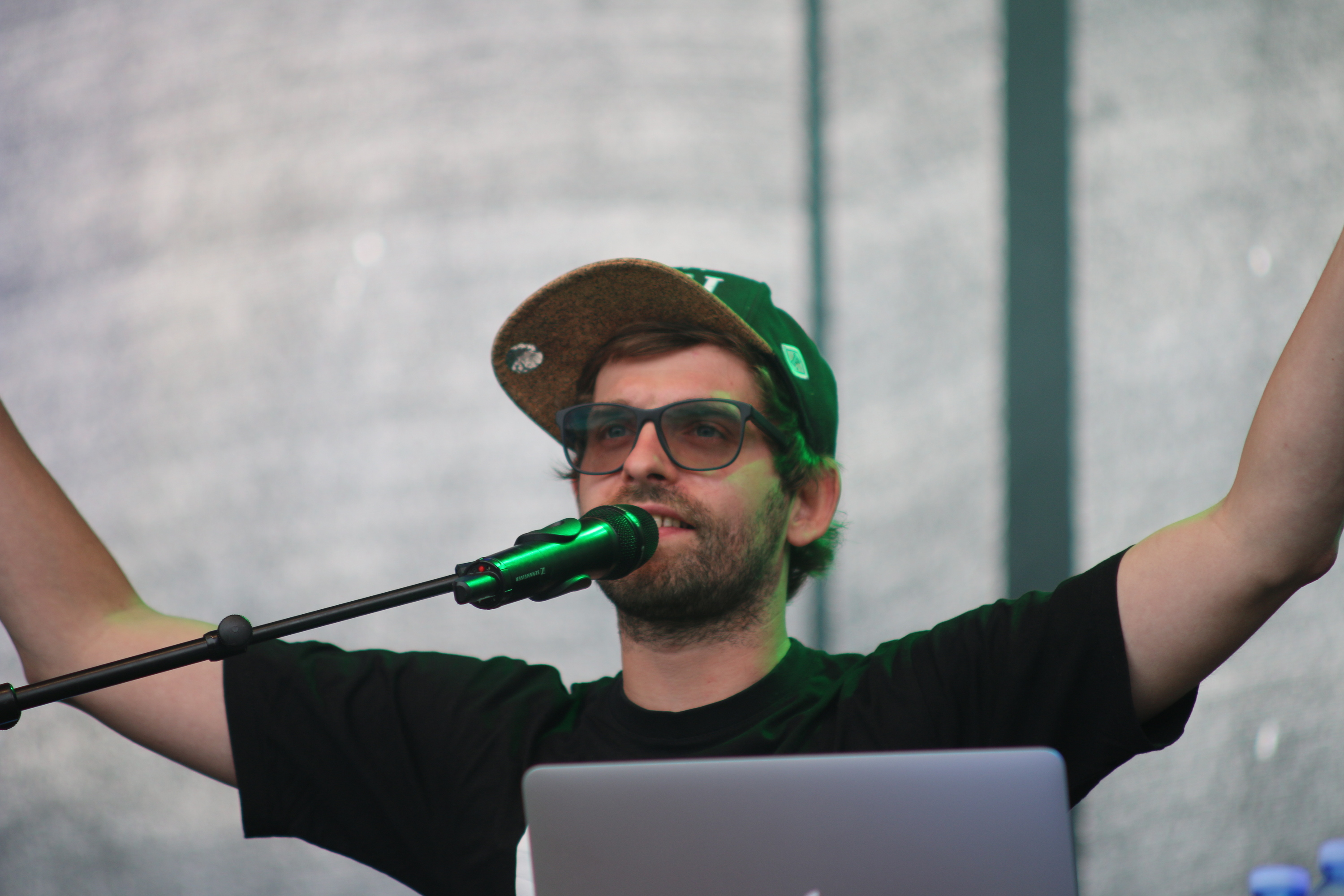
Markus Pauli, 2014

DJ exel. Pauly (* 15. Juni 1978 in Mediaș, Rumänien; bürgerlich Markus Pauli) ist ein Hip-Hop-DJ aus Deutschland.

## Geschichte
Im Jahre 1994 gründete DJ exel. Pauly mit den drei Hamburger Rappern Reimagent, Knauf Kinski und Kerem (bis 1998) die Band Skunk Funk. Seit 2000 ist er außerdem Tour-DJ bei der Band Fettes Brot. Auch Beats, Cuts und Remixe produzierte er für Fettes Brot. 2002 erschien sein erstes Mixtape Sample Paulizei Vol. 1. Nach dem großen Erfolg des ersten Mixtapes veröffentlichte er vier Jahre später Sample Paulizei Vol. 1 und sein neues Mixtape SamplePaulizwei auf einer Doppel-CD. Des Öfteren ist er auch beim Auflegen in verschiedenen Clubs in Deutschland zu sehen. Seit 2012 ist er Mitglied der Band Deine Freunde, die Musik für Kinder spielt, und 2014 mit der Band den Preis HANS-Hamburger Musikpreis gewann.

## Diskografie (Auswahl)
| - 2000: Trainingslager Tape // In the Mixer, Freestyle Mix - 2000: Die Kumpanen – Influenza K – Skunk Funk Remix (Prod., Cuts) - 2000: Die Kumpanen – Tape aus´m Briefkasten (Prod.) - 2000: Fettes Brot – Da Draussen – Skunk Funk Remix (Prod., Cuts) - 2001: Skunk Funk – Ellenbogentaktik, Menschenskinder (Prod., Cuts) - 2001: Vorsprechtermin – Skunk Funk Sonny Rockit & Ricardo Propz (Prod., Cuts) - 2001: Fettes Brot – Schwule Mädchen Maxi // Das Neueste (Prod., Cuts) - 2001: Fettes Brot – Demotape LP // Motherfucker (Prod., Cuts), - 2001: Fettes Brot – Fast 30 Maxi // Schlechtwetterfront (Prod., Cuts) - 2001: Fettes Brot – The Grosser Maxi // Der Hass Part 2 (Prod., Cuts) - 2002: Fettes Brot – Welthit Maxi // Wär das nicht derbe? (Prod., Cuts), Welthit, Sie (Cuts) - 2002: Trainingslager Tapes – No.3 – Sample Paulizei Vol. 1 - 2003: Fettes Brot – Ich bin Müde Maxi // Ich bin Müde (Cuts) - 2003: Fettes Brot – Tanzverbot CD-Single // Tanzverbot (Cuts) - 2004: Trainingslager Collectors – Felonious Single (Prod.) - 2004: Skunk Funk – So und nicht anders Maxi // So und nicht anders (Prod., Cuts) - 2005: Jake – Jake the Rapper LP // Eat the Rich (Prod., Cuts) - 2005: Fettes Brot – Emanuela Maxi // Schrotteimer (Prod.) - 2005: Fettes Brot – Am Wasser Gebaut LP // Yasmin (Prod., Cuts) - 2005: Fettes Brot – Soll das alles sein Maxi // Liebe, Glaube, Hoffnung (Prod.) - 2005: Felonious – The Music, Naturalistic, Up to you Maxi // Naturalistic, Up to you (Prod.) - 2006: Samplepaulizwei – Mixtape // Doppel-CD - 2007: Laas Unlimited – Begins LP // Hoes & Homie (Prod.) - 2007: Finkenauer – Manchmal zwischen den Gebäuden Maxi // Manchmal zwischen den Gefühlen Remix (Prod.) - 2007: Emel – Komm in mein Leben LP // Nina (Du Fehlst) (Prod.) - 2007: Jim Pansen – Ihr könnt Heulen Maxi // Ihr könnt Heulen (Prod.) - 2008: Jim Pansen und die verbotene Frucht LP (Prod.) - 2008: Datarock – Princess // Princess Remix (Prod.) | - 2008: Fettes Brot – Bettina Zieh Dir bitte etwas an Maxi // Grüner Zweig (Cuts) - 2008: Fettes Brot – Strom und Drang // Lieber Verbrennen Als Erfrieren (Prod.) - 2008: Sankt Pauli! Rausgehen – Warmmachen – Weghauen // Björn Beton – Dauerkarte (Cuts, Mischung) - 2008: Fettes Brot – Erdbeben // Kontrolle (Arrangement, Mischung) - 2008: Fettes Brot – Ich lass dich nicht los // Amsterdam (Cuts) - 2008: Laas Unlimited feat. KKS, Kubrick, Banjo, Maeckes, Plan B (Mischung) - 2009: Station 17 + Fettes Brot – Ohne Regen kein Regenbogen Maxi // Ohne Regen kein Regenbogen (Prod., Cuts) - 2009: The Swindle – Present // A Great Paulukka Remix - 2009: Lilo Wanders – Egal - 2009: Klez.e – Madonna // A Great Paulukka Remix - 2010: Fettes Brot – Fettes // Cuts, Samples, Percussions, Stimme - 2010: Fettes Brot – Brot // Cuts, Samples, Percussions, Stimme - 2010: Comfortable Cave Goodbye – Travel in Time (Mixing) - 2010: Fettes Brot – Kontrolle – The Botaniks Remake (Mixing) - 2010: Polarkreis 18 – Unendliche Sinfonie // A Great Paulukka Remix - 2010: Maeckes – Ich will daß alle mich mögen – The Botaniks Remix (Mixing) - 2011: Fettes Brot – Lieber Verbrennen Als Erfrieren // Remix (Mixing) - 2011: Pascal Finkenauer – L.O.V.E. // (Mixing) - 2011: Pascal Finkenauer – Diamond LP // (Mixing) - 2012: Deine Freunde – Ausm Häuschen (mit Lukas Nimscheck und Florian Sump), Noch Mal!!! (Universal) - 2014: Deine Freunde – Heile Welt - 2015: Deine Freunde – Kindsköpfe - 2017: Deine Freunde – Keine Märchen - 2019: Fettes Brot - Lovestory (Co-Producing) - 2019: Deine Freunde - Helikopter - 2020: Deine Freunde - Das Weihnachtsalbum - 2022: Deine Freunde - Hits Hits Hits - 2023: Deine Freunde - ordentlich durcheinander |